# Budd Udell
Budd A. Udell (Grand Rapids, Michigan, 4 april 1934 – Gainesville, Florida, 4 februari 2006) was een Amerikaans componist, muziekpedagoog en dirigent.

## Biografie
Udell studeerde aan de Indiana University, Bloomington, waar hij zijn Bachelor of Music en zijn Master of Music Education behaalde. Zijn studies voltooide hij aan de University of Cincinnati, Cincinnati, met de promotie tot Doctor of Musical Art. 
Van 1958 tot 1961 was hij componist bij de United States Navy Band in Washington, D.C.. Vanaf 1963 was hij assistent professor in muziek en dirigent van het harmonieorkest aan de Universiteit van West Virginia, in Morgantown, en bleef in deze functie tot 1970. Aansluitend was hij professor voor compositie en muziektheorie, Assistent Dean aan de University of Cincinnati, in Cincinnati en ook dirigent van het Cincinnati Wind Ensemble. Van 1974 tot 1977 was Udell directeur van de Music Teachers National Association (MTNA) en eveneens directeur van het officieel magazine van deze federatie The American Music Teacher. Van 1977 tot hij werd gepensioneerd was hij professor en hoofd van de afdeling muziek, hoofd van de afdeling compositie en muziektheorie en directeur van de post-doctorale studies aan de Universiteit van Florida in Gainesville.
Als componist schreef hij werken voor verschillende genres.

## Composities

### Werken voor orkest
- 1992 The Cry of the twelve

### Werken voor harmonieorkest
- 1979 Freedom 7, mars
- 1980 Symphony for Band
- 1986 Choral Varitions
- 1986 Northwest Woods
- 1991 Cottonwood pass, voor kamer- of jazz-ensemble (2 fluiten, 2 hobo's, 2 klarinetten, 2 basklarinet, 3 hoorns in F, 2 trompetten,  trombone,  tuba,  slagwerk,  piano)
- 1992 Elegie and Ecossaise, voor tenorsaxofoon solo en harmonieorkest

### Werken voor koor
- Alleluia, voor gemengd koor

### Vocale muziek
- 1976 Two songs, voor sopraan, klarinet en piano
- Love and the Woman, zang-cyclus voor mezzosopraan, fluit (altfluit) en piano

### Kamermuziek
- Bluegrass Brass, voor koperkwintet
- Christmas Angels, voor koperkwintet
- English Yuletide Tradition Medley
- Fantasy and Fugue, voor altfluit
- The Joy Of Christmas, voor blazerskwintet

## Publicaties
- Budd A. Udell: Standard Works for Band: Gustav Holst's First Suite in Es Major for Military Band in: Music Educators Journal, Vol. 69, No. 4 (Dec., 1982), pp. 27-30+58-60

- International Standard Name Identifier: 0000 0000 3637 8559
- Library of Congress Control Number: n94082839
- Virtual International Authority File: 59511072
- WorldCat: E39PBJmTqhMbhwh3QcX8tHCxXd